# Зерги

Зовнішній вигляд спеціалізованого представника раси (Гідраліск — істота-воїн).

Зграя зергів (англ. Zerg Swarm) або зерги — вигадана раса у всесвіті StarCraft, що фігурує у відеоіграх і супутній продукції. Це комахоподібні колоніальні істоти, зазвичай несамостійні, телепатично керовані істотою Вищим Розумом (потім Королевою Клинків). Зазвичай (до Heart of the Swarm) виступають як головні антагоністи оповіді.
Зерги володіють здатністю швидко еволюціонувати і включати корисні гени інших істот, завдяки чому змінюються, як того вимагають обставини. Через це їм не потрібні жодні технології, всі представники зергів є спеціалізованими для конкретних завдань істотами, включаючи живі споруди і космічні кораблі. На противагу протоссам, зерги зазвичай досягають перемоги кількістю, а не якістю. В іграх це реалізується у дешевизні та швидкості створення військ зергів, порівняно з іншими расами.
Від зображення зергів в іграх походить фразеологізм «зерг-раш», який означає навалу, збіговисько, досягнення мети кількістю засобів, а не якістю і логічним мисленням. Також таку назву має тактика стратегічних відеоігор за зразком поведінки зергів.

## Місце у всесвіті Starcraft

Зображення зергів (військова база) у грі StarCraft II: Heart of the Swarm

Зерги — раса, яка поглинає все живе для власного росту. Вона утворює єдиний організм, де одні істоти підпорядковуються іншим через телепатію. Воїни, споруди, космічні кораблі і зброя зергів органічного походження. Наприклад, для стрілецької зброї використовуються гострі кістяні шипи або кислота. Без телепатичного контролю окремі істоти поводяться відповідно до своїх інстинктів, і перестають слідувати даному завданню. Спеціальні істоти відбирають знайдений в інших видів генетичний матеріал, щоб розробляти і впроваджувати корисні мутації, чим вдосконалювати наявних істот Зграї та створювати нових.
Тривалий час зерги були підпорядковані Вищому Розуму, істоті, яка керувала ними через кілька спеціальних каст (Церебралів, Матерів зграй і Повелителів) та спрямовувала їх на поглинання зустріненого життя. Після загибелі Надрозуму правити зергами стала Королева Клинків — мутована людина Сара Керріган. Коли ж вона набула людського вигляду назад під впливом артефакту прадавньої раси зел'наґа, Зграя розпалася на окремі дрібні зграї, які очолювали Матері зграй, кожна з власними мотивами і думками щодо подальшого розвитку спільнот зергів.
Як показано у StarCraft II: Heart of the Swarm, початково зерги мали індивідуальність і не ставили собі на меті поглинати інші раси. Частина їх, так звані Початкові зерги, збереглася на прабатьківщині зергів Зерусі.

## Історія
Створення зергів приписується прадавній расі зел'наґа. Коли вона розчарувалася в протоссах, які хоч спочатку відповідали уявленням зел'наґа про ідеальну расу, проте загордилися, створили нову расу з жителів планети Зерус. Ці істоти, так звані «Початкові зерги», володіли здатністю до швидкої еволюції шляхом включення генів з'їдених тварин до власної ДНК. Вони мали індивідуальність, однак зел'наґа Амон спотворив їх задля власних цілей — поглинути протоссів і створити гібридів для своєї армії. Він позбавив зергів індивідуальності, змусивши виконувати власну волю, яку диктував через спеціальний організм Надрозум, що телепатично передавав команди різним кастам зергів. Поступово зерги ширилися планетами, утворивши Зграю або Рій зергів, який поглинав зустрінене життя та постійно ріс, потребуючи нових жертв. Амон зібрав із зергів армію, якою переміг майже всіх зел'наґа, котрі протистояли йому, хоч і сам зрештою зазнав поразки. Однак Амон не полишив планів перетворити Всесвіт за своїм задумом, для чого таємно скеровував Зергів та інші раси.
Прибуття зергів до сектору Копрулу, населеного терранами (людьми), помітили протосси і взялися зупинити Рій, обстрілюючи з космосу заражені зергами планети. Однак зерги успішно винищували терранів, а Надрозум захопив і перетворив на істоту Королеву Клинків Сару Керріган, одну з найсильніших псіоніків терранів. Зерги змогли вторгнутися на рідну планету протоссів Айюр, але згодом протосси об'єдналися і знищили декількох Церебралів, а згодом і сам Надразум, що позбавило Рій злагодженості дій.
Після загибелі Надрозуму Церебрали об'єдналися, щоб створити новий Надрозум. Паралельно Сара Керріган захопила владу над частиною Рою і вирішила знищити Церебралів. Вона зуміла увійти в довіру до протоссів з терранами, спонукавши їх усунути противників. Прибулий незабаром флот Об'єднаного Земного Директорату, який таємно спостерігав за подіями в секторі, задумав захопити новий Надрозум і використати його в своїх цілях. Земляни змогли підкорити собі частину зергів, але Сара зрештою розбила флот ОЗД, а потім і союзних протоссів з терранами.
Після перемоги Керріган припинила атаки, зосередившись на розвитку зергів. Протягом кількох років вона дізналася про пророцтво зел'наґа, згідно якого зергам судилося знищити все життя. Тим часом террани на чолі з Джимом Рейнором, під керівництвом Фонду Мебіуса, зайнялися пошуками артефактів зел'наґа, які могли миттєво знищувати зергів. Зрештою із фрагментів було складено цілий артефакт та доставлено його на Чар, де перебувала Сара. Під дією артефакту багато зергів загинуло, а Сара повернулася до людської подоби, хоч і зберегла здатність контролювати зергів.
Незабаром після перетворення в людину, Керріган була знайдена військами Арктура Менгска. Повіривши у підроблену новину про страту її коханого, Джима Рейнора, Сара заново очолила Рій з метою помститися Арктуру. Вона поступово об'єднала окремі рої, що керувалися Матерями зграй, а за порадою протосса Зератула розушкала Початкових зергів. Знахідка дозволила їй дізнатися як Амон поневолив зергів і добути генетичний матеріал, що дозволив «очистити» Рій. Сара знову перетворилася на Королеву Клинків, але тепер залишившись прихильною до людей. Їй вдалося звільнити Рейнора з полону, а також викрити й знищити інкубатор гібридів протоссів із зергами, яким керував слуга Амона Наруд. Від Наруда вона отримала звістку, що Амон вже повернувся. Після цього Рій взяв штурмом планету Корхал, Керріган разом з Рейнором вбили Менгска. Рейнор і Сара після цього вирушили боротися з Амоном кожен своїми способами.
Пробудження Амона спонукало зергів, терранів і протоссів об'єднати сили. Сара, керуючи частиною зергів, допомогла протистояти поневоленим Амоном істотам різних рас, після чого разом з лідером протоссів Артанісом відшукала місце Улнар, де зел'наґа створювали життя. Там Сара виявила, що всі зел'наґа вбиті одним із них, Амоном, який втілює свій задум переробити всесвіт за своїм бажанням, перервавши цикли розвитку життя, впроваджені зел'наґа. Розшукавши у рідному вимірі зниклої раси, Порожнечі, останнього зел'наґа, Сара перейняла від нього силу, якою знищила Амона і продовжила справу зел'наґа.
Зграю зергів очолила Матір зграї Загара, а Сара почала керувати розвитком життя, викликавши його бурхливий розквіт в секторі Копрулу та околицях.